# Sansa Stark
Sansa Stark er en fiktiv person i den amerikanske forfatter George R. R. Martins fantasyserie A Song of Ice and Fire.
Karakteren blev introduceret i Kampen om tronen (1996). Hun er den ældste datter og andet barn af Lord Eddard Stark og hans hustru Lady Catelyn Stark. Hun har efterfølgende optrådt i de tre romaner Kongernes kamp (1996), En storm af sværd (2000) og Kragernes rige (2005). Hun optræder ikke i En dans med drager, men da bøgerne er geografisk adskilt, er det blevet bekræftet, at hun vil vende tilbage i den kommende bog Vinterens vinde.
Rollen bliver spillet af den engelske skuespiller Sophie Turner i HBO's tv-serie. Karakteren er blevet godt modtaget af kritikerne, og den er blevet rangeret som den fjerdebedste karakter i serien af Rolling Stone. Turner og resten af de medvirkende i serien er blevet nomineret til Screen Actors Guild Awards for Outstanding Performance by an Ensemble in a Drama Series i 2012, 2014, 2015 og 2016. Turner er også blevet nomineret til Primetime Emmy Award for Outstanding Supporting Actress in a Drama Series i 2019.